# Betty Nansen
Betty Nansen, pseudonimo di Betty Anna Maria Müller (Copenaghen, 19 marzo 1873 – Copenaghen, 15 marzo 1943), è stata un'attrice, regista e direttrice teatrale danese.

## Biografia

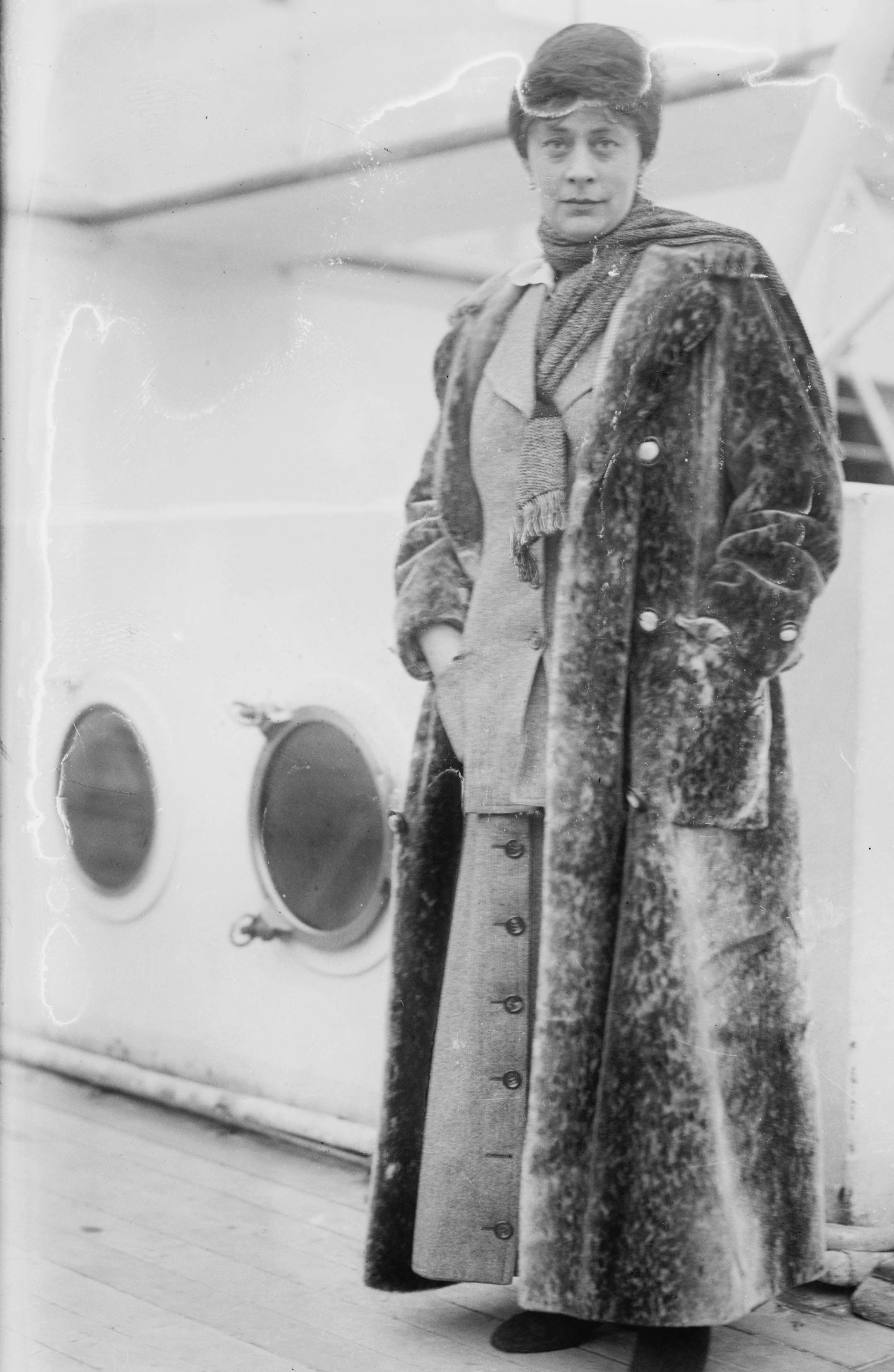
Betty Nansen nel 1915

Betty Nansen nacque il 19 marzo 1873, a Copenaghen.
Figlia d'arte, il padre era l'attore e regista Frederik Carl Christian Oscar Mülle, Betty Nansen dopo aver frequentato la scuola di Natalie Zahle, nel 1892 si candidò invano alla scuola studentesca del Kongelige Teaters. Esordì nel 27 agosto 1893, rivelando subito le sue capacità di grande e sensibile attrice al Dargmateater (dal 1899) e al Kongelige Teater (dal 1907),interpretando, tra gli altri, il ruolo della protagonista nella La signora delle camelie, di Alexandre Dumas, diretto da Herman Bang, oltre che numerose opere di autori nordici, come Paul Lange og Tora Parsberg (Paul Lange e Tora Parsberg) di Bjørnstjerne Bjørnson.
Sposò nel 1896 l'editore Peter Nansen,  divenne la musa ispiratrice di letterati e drammaturghi contemporanei, tra i quali Edvard Brandes, S. Langhe, dal 1903 al 1905 collaborò alla direzione del Folke Teater, e dal 1917 diresse il Betty Nansen Teater, da lei fondato lo stesso anno.
Mise in scena lavori di Henrik Ibsen e di August Strindberg, fece conoscere per la prima volta in Danimarca autori come Eugene O'Neill, Luigi Pirandello, Jules Romains, Noël Coward, fu maestra per molti attori tra cui Henrik Bentzon, suo secondo marito, con il quale formò una coppia artistica di primo piano.
Si avvicinò al mondo cinematografico all'età di trentasei anni, recitando complessivamente in sedici film.
Betty Nansen morì quattro giorni prima del suo settantesimo compleanno, il 15 marzo 1943.

## Filmografia
- The Celebrated Scandal, regia di J. Gordon Edwards e James Durkin (1915);
- Anna Karenina, regia J. Gordon Edwards (1915);
- A Woman's Resurrection, regia J. Gordon Edwards (1915).